# Chen Xiaojun
Chen Xiaojun (chiń. 陈晓君; ur. 4 sierpnia 1992 w Chaozhou) – chińska pływaczka synchroniczna, srerbrna medalistka olimpijska, srebrna medalistka mistrzostw świata.
W 2011 roku jedyny raz w karierze startowała w mistrzostwach świata – na czempionacie w Szanghaju zdobyła srebrny medal w konkurencji zespół kombinacja.
Rok później startowała na letnich igrzyskach olimpijskich w Londynie, biorąc tam udział jedynie w rywalizacji drużyn. Na tych igrzyskach wywalczyła srebrny medal dzięki uzyskanemu rezultatowi 194,01 pkt.
W 2014 roku zdobyła złoty medal igrzysk azjatyckich.